# Крис Бристоу
Крис Бристоу (на английски: Chris Bristow) е бивш британски автомобилен състезател, пилот от Формула 1. Роден на 2 декември 1937 г. в Лондон, Великобритания.

## Формула 1
Крис Бристоу прави своя дебют във Формула 1 в Голямата награда на Белгия през 1959 г. В световния шампионат записва 4 състезания като не успява да спечели точки, състезава се с частен Купър.